# Sarah Reilly
Sarah Reilly (* 3. Juli 1973 in Leeds als Sarah Oxley) ist eine ehemalige britisch-irische Leichtathletin, die sich auf den Sprint spezialisiert hat. Sie ist mit dem Hochspringer Brendan Reilly verheiratet.

## Sportliche Laufbahn
Erste internationale Erfahrungen sammelte Sarah Reilly im Jahr 2000, als sie für Irland bei den Olympischen Sommerspielen in Sydney an den Start ging und dort im 100-Meter-Lauf mit 11,53 s im Viertelfinale ausschied. Zudem kam sie über 200 Meter mit 23,43 s nicht über den Vorlauf hinaus. Im Jahr darauf erreichte sie bei den Weltmeisterschaften im kanadischen Edmonton das Viertelfinale im 200-Meter-Lauf und schied dort mit 23,24 s aus. 2022 schied sie bei den Halleneuropameisterschaften in Wien mit 23,90 s im Halbfinale über 200 Meter aus und im August schied sie bei den Freilufteuropameisterschaften in München mit 24,03 s in der Vorrunde aus. Dies war ihr letzter internationaler Wettkampf, womit sie ihre aktive Karriere im Alter von 29 Jahren beendete.
In den Jahren 2000 und 2001 wurde Reilly irische Meisterin im 100- und 200-Meter-Lauf.

## Persönliche Bestleistungen
- 100 Meter: 11,49 s (+1,2 m/s), 17. Juni 2000 in Brighton
  - 60 Meter (Halle): 7,43 s, 13. Januar 2002 in Birmingham
- 200 Meter: 23,02 s (+0,3 m/s), 8. August 2001 in Edmonton
  - 200 Meter (Halle): 23,30 s, 13. Januar 2002 in Birmingham